# فانس جوزيف
فانس جوزيف (بالإنجليزية: Vance Joseph)‏ هو لاعب كرة قدم أمريكية أمريكي، ولد في 30 سبتمبر 1972 في Marrero, Louisiana ‏ في الولايات المتحدة.

## وصلات خارجية
- فانس جوزيف على موقع مرجع كرة القدم المحترفة.كوم (الإنجليزية)